# Bitola
Bitola (mak.: Битола, srpski: Битољ, grč.: Μοναστήρι, tur.: Monastır, vlaški: Bitule/Bituli) za Osmanskog Carstva znan kao  Monastir, je grad na jugozapadu Sjeverne Makedonije.
Grad Bitolj nalazi se u južnom dijelu doline Pelagonije, okružen planinama Baba i Nidže, 14 km sjeverno od graničnog prijelaza prema Grčkoj Medžitlija-Níki. 
U svom zlatnom razdoblju, a to je bilo pred kraj Osmanskog Carstva Bitolj su zvali konzulskim gradom, jer je na početku XX. st. u Bitolju bilo dvanaest konzulata raznih europskih zemalja.
Po nekim izvorima Bitolj je drugi grad po veličini u Sjevernoj Makedoniji, a po nekim je treći (iza Kumanova), Bitolj je sjedište istoimene Općine Bitolj, upravno, gospodarsko i prosvjetno središte tog dijela Sjeverne Makedonije.

## Porijeklo imena grada
Po Adrianu Roomu, ime Bitola nastalo je od staroslavenske riječi Obitel (manastir ili samostan, opatija), jer je grad obilovao brojnim manastirima, čak 47. Nakon nekog vremena nestalo je razumijevanja izvorne riječi tako je otpalo incijalno slovo o i ostalo samo bitel.
Ime Bitolj se spominje u istoimenom manuskripu kao ime za staru gradsku tvrđavu podignutu 1015. god. 
Na suvremenim slavenskim jezicima današnje ime grada je derivat staroslavenskog naziva, dakle od makedonskog naziva Битола,  srpskog Битољ, hrvatskog Bitolj do bugarskog Битоля. Za Bizanta ime Bitola je helenizirano u  Voutélion (Βουτέλιον) ili  Vitólia (Βιτώλια).  Vlaško ime grada  Bituli je također nastalo od slavenskog naziva grada.
Drugo grčko ime grada - Monastíri (Μοναστήρι), koje je u današnjoj uporabi, također znači  manastiri  = samostani.  Tursko ime grada Manastır  nastalo je od grčkog imena grada, kao i albansko ime grada Manastiri.

## Zemljopisne osobine
Bitolj se nalazi na jugozapadu Sjeverne Makedonije, na dijelu gdje se obronci planine Baba spuštaju u najveću sjevernomakedonsku dolinu - Pelagoniju. Grad se prostire duž korita male rijeke Dragor koja teče kroz grad. Grad se nalazi na 615 metara nadmorske visine i na svega 14 kilometara od grčke granice. Bitolj je još od antike bio križanje važnih prometnih pravaca koji povezuju Jadransko i Egejsko more, te južni Balkan sa srednjom Europom. Preko Bitolja i Florine išla je pruga barona Hirscha za Atenu.
Baba uzdiže se nad gradom s istoka sa svojim veličanstvenim vrhom Pelister na 2601 m. Dio planine je danas Nacionalni park Pelister, s rijetkim vrstama flore i faune (rijetka vrsta pinija - Makedonska pinija) i poznato skijalište.

## Povijest

### Za vrijeme antike i ranog Bizanta
Pronađeni su brojni metalni predmeti iz antike na nekropoli Crkvište (blizu sela Beranci) zlatne naušnice iz 4. stoljeća pr. n. e. 
Pored današnjeg grada za antike postojao je značajni grad ( danas veliko arheološko nalazište) Heraclea Lyncestis (grčki: Ηράκλεια Λυγκηστίς - dakle Heraklov grad iz zemlje risova) bilo je značajno helenističko naselje koje je živjelo sve do ranog srednjeg vijeka.
Osnivač tog naselja bio je Filip II. Makedonski sredinom IV st. pr. Kr., grad je imenovan po grčkom polubogu Heraklu, za kojeg je Filip II.  držao da mu je predak. 
Podignut na značajnom strateškom pravcu grad je uskoro postao prosperitetni grad.
Rimljani su zauzeli ovaj dio Makedonije 148. pr. Kr. i uništili mu političku moć. Razvoj se grada nastavio, naročito nakon izgradnje ceste Via Egnatia koja je prolazila netom pored grada. U Heracleji iz tog doba izgrađeno je nekoliko značajnih objekata; gradska vrata, terme (kupalište), jedan amfiteatar, veći broj bazilika i kazalište koje je moglo je primiti oko 3000 gledatelja.
Na početku ranog Bizanta između IV do VI st. n.e.) Heraclea je postala značajan vjerski centar (sjedište episkopije). Pojedini gradski episkopi iz tog vremena znani su nam iz Crkvenih koncila održanih u tom vremenu. Tako znamo za episkopa Evagriusa iz Heracleje iz 343. god. n.e.
Grad su rayorile ostrogotske snage, koje je vodio Teodorik Veliki 472. god. poslije Krista, te ponovo isti Ostrogoti 479. god.
Grad je obnovljen na kraju V. st. i početkom VI. st. Pred kraj VI. st. grad je doživio teške napade slavenskih plemena, tako da su ga napustili i njegovi posljednji stanovnici.

### Dolazak Slavena
Tijekom VI. i VII. st. čitav kraj oko grada Bitolja doživio je značajne demografske promjene, svako malo je poneko novo slavensko pleme doselilo se u taj kraj. Tako se počeo obnavljati grad, na mjestu napuštenog antičkog kazališta podignuto je nekoliko novih kuća. Slavensko stanovništvo grada stalo je podizati obrambene zidine oko naselja.
Grad su zauzeli Bugari i bio je dio prvog Bugarskog Carstva u razdoblju kasnog VIII. – ranog XI. st.
Širenju kršćanstva među stanovništvom osobito su pridonijeli Kliment Ohridski i Sveti Naum tijekom IX. st. i početkom X. st. Tad je podignut i veliki broj manastira i crkvi u gradu.
U X. st. gradom vlada bugarski car Samuilo. On je podigao utvrdu u gradu koju je kasnije koristio i njegov nasljednik - Gabrijel Radomir iz Bugarske. 
Za vrijeme Samuilove vladavine, grad je bio značajno sjedište njegove države, te značajni vjerski centar.
Nakon bitaka s bugarskim carem Ivanom Vladislavom, bizantski car Vasilije II. ponovno je vratio vlast nad gradom 1015. godine
Grad se spominje kao episkopalno sjedište 1019. u zapisima Vasilija II. Dva značajna ustanka protiv bizantinske vlasti zbila su se u području grada 1040. i 1072. godine. Nakon obnove bugarske države na kraju XI st. Bitolj je zauzeo bugarski car Kalojan. Nakon toga Bitoljem ponovno vlada Bizant, a pri kraju XIII. st. Bitolj postaje dio Srbije nakon što ga je zauzeo Stefan Dušan.
Kao vojničko, političko i kulturno središte Bitolj je igrao značajnu ulogu u srednjovjekovnom životu te regije, polovicom XIV. st.

### Za vrijeme Osmanskog Carstva
Između 1382. do 1912. godine Bitolj (tadašnji Manastır) bio je u sklopu Osmanskog Carstva. Osmanlije su uspostavile stabilnu vlast tek nakon smrti Kraljevića Marka 1395. godine.
Tijekom više stoljeća Turci (zapravo muslimani) bili su većinsko stanovništvo u gradu, dok su u okolici većina bili Slaveni. Poznati turski putopisac Evlija Çelebi je u svom djelu Sejahatname naveo da grad Monastir ima 70 mošeja, nekoliko kavana, lijepi i veliki bazar (natkrivenu tržnicu) sa željeznim vratima i 900 dućana. Turski grad Manastır postao je sjedište sandžaka u ejaletu Rumeliji.
1864. godine, Monastır je postao sjedište ejaleta Monastir koji je u sebi uključivao sandžake; Debre(Debar), Serfiçe (Servia grad u Grčkoj), Elbasan, Manastır (Bitolj), Görice i tadašnje gradove Kırcaova(Kičevo), Pirlepe(Prilep), Florina, Kesriye(Kastoria) i Gravena.
Na početku XX st u Bitolju je živjelo oko 37.000 stanovnika (što je za ono vrijeme bilo jako puno) i to 10.500 (Turaka, zapravo muslimana), 10.000 stanovnika koji su govorili nekim od slavenskih jezika (Makedonci, Bugari, Srbi), 7000 Vlaha (Cincara), 5500 Židova, 2000 Roma, 1500 Albanaca i oko 500 Grka.
1894. godine grad Manastır (Bitolj) povezan je željezničkom linijom sa Selanikom (Solunom). Prvi film na Balkanu snimila su braća Manaki 1903. godine; oni su u Bitolju imali fotografsku radnju. Na kongresu održanom u tadašnjem Monastıru 1908. godine ustanovljen je i standardiziran moderni albanski alfabet. 
Pri kraju XIX st., Bitolj je postao drugi po veličini grad na južnom Balkanu (iza Soluna). Grad je tada nosio epitet grad konzula jer je u gradu djelovalo 12 konzularnih predstavništava u razdoblju između 1878. – 1913. godine. Tada je u gradu djelovala i Vojna akademija turske vojske, koju je polazio i Kemal Ataturk.

### Ilindenski ustanak u Bitolskom kraju
Bitoljski kraj bio je snažno zahvaćen Ilindenskim ustankom. 
Ustanak je organiziran u selima; Bistrica, Rakovo, Buf, Skočivir, Paralovo, Brod, Novaci, Smilevo, Gjavato, Capari. Selo Smilevo branilo je 600 ustanika vođenih od Dame Gruev i Georgi Sugarev, a nakon njihova poraza selo je zapaljeno.

### Za Balkanskih ratova
1912. Crna Gora, Srbija, Bugarska i Grčka borile su se zajednički protiv Osmanskog Carstva u Prvom balkanskom ratu. Po Mirovnom ugovoru iz Bukurešta, 1913., teritorij Makedonije podijeljen je na 3 dijela (između Grčke, Srbije i Bugarske). Bitolj je po nekim tajnim predratnim dogovorima između Bugarske i Srbije, trebal pripasti Bugarskoj. Ali su srpske snage nakon bitke kod Bitolja ušle u grad i odbile se povući. Nakon nove političke stvarnosti u kojoj je Bitolj pripao Srbiji, grad je počeo gubiti na važnosti, a njegovo stanovništvo se stalo osipati i iseljavati kako u Bugarsku, tako i u prekomorske zemlje.

### Za Prvog svjetskog rata
Za vrijeme Prvog svjetskog rata grad Bitolj i njegovo šire područje bili su dio takozvanog Solunskog fronta.  1915. godine bugarske snage zauzele su grad, a srpska vojska se mogla ili predati ili pokušati probiti preko albanskih planina do otoka Krfa i saveznika iz Antante. 1916. godine grad Bitolj zauzele su snage Antante, grad je podijeljen na okupacijske zone između francuske, ruske, talijanske i srpske vojske, pod komandom francuskog generala Maurice Sarraila. Sve do bugarske kapitulacije u jesen 1918. god. grad je bio na liniji fronta i gotovo su ga neprekidno bombardirale zračne snage i topništvo, tako da je pretrpio velika razaranja.

### Grad za Drugog svjetskog rata
Za vrijeme Drugog svjetskog rata (1941. – 1945.), Nijemci, a kasnije Bugari vladali su gradom. U rujnu 1944. god. Bugarska je kapitulirala, a u Bitolj su ušli Titovi partizani 4. studenog 1944.

### Bitoljska židovska zajednica
Nakon dekreta iz Alhambre 1492. i Inkvizicijskog protjerivanja svog nekatoličkog stanovništva s Iberijskog poluotoka, velik dio iberijskih Židova, takozvanih Sefarda naselio se uz blagoslov sultana Bajazida II. po Osmanskom Carstvu, osobito po većim i bogatijim gradovima carstva - a tada je takav grad bio Monestiri. 1900. god. Židovi su predstavljali čak deset posto stanovništva, sami sebe zvali su Monastirli, njihova sinagoga postoji i dan danas u Solunu.
Većina bitoljskih Židova (njih više od 3500) bili su žrtve holokausta, za vrijeme Drugog svjetskog rata te su odvedeni 1943. u logor Treblinka, gdje su ubijeni ili umrli.

## Gradske znamenitosti
- Crkva sv. Dimitrija podignuta je tek 1830. godine dobrovoljnim prilozima lokalnih gradskih trgovaca i obrtnika. Naime, tek od tog vremena dozvoljeno je kršćanima da obnavljaju i grade reprezentativnije vjerske objekte, ali i taj je morao biti izgrađen izvan tadašnjeg grada.
- Ajdar-kadi džamija (turskog suca) najreprezentativniji je objekt islamske umjetnosti u Bitolju. Džamija je podignuta 1560. po nacrtima slavnog turskog graditelja Mimar Sinan, kojeg je angažirao bitoljski kadija (sudac) Ajdar-kadi.
- Jeni džamija, danas je pretvorena u galeriju. Po najnovijim arheološkim nalazima, vidi se da je podignuta na temeljima starije kršćanske crkve.
- Izakova džamija, podigao ju je drugi značajni gradski sudac, (kadija) -  Izak Çelebi.
- Stari bazar, bezistan (makedonski: Безистен). U današnjem bezistanu djeluje 86 trgovina i ima četvora velika metalna vrata.
- Turska kupelj Deboj (hamam), za koju se ni dan danas ne zna pouzdano kad je sagrađena.

## Gospodarstvo
Bitolj je značajno industrijsko središte u Sjeveroj Makedoniji. Mnoge značajne tvrtke imaju sjedište u Bitolju, tu je smještena i najveća energetska tvrtka u zemlji REK (Rudarsko energetski kombinat) Bitolj koji u svoje tri termoelektrane proizvodi gotovo 80 % električne energije Sjeverne Makedonije, zatim najstarija i najveća pivovara u zemlji. Još i danas je Agrokombinat Pelagonija, najveći proizvođač hrane u zemlji. 
Vodoopskrbni sustav Streževo je najveći i najmoderniji takav sustav u Sjevernoj Makedoniji. 
Tvornica hladnjaka Frinko (nekad je bila u sastavu zagrebačkog Končara) vodeća je metalska tvrtka u Sjevernoj Makedoniji. U gradu i okolici djeluje dosta tekstilnih i prehrambenih tvornica.
Danas dvanaest zemalja ima svoja konzularna predstavništva u Bitolju.
- Bugarska
- Crna Gora
- Francuska
- Grčka
- Hrvatska
- Rumunjska
- Rusija
- Slovenija
- Srbija
- Turska
- Ukrajina
- Velika Britanija

## Kultura u gradu
U gradu djeluje jedno od najboljih sjevernomakedonskih kazališta i od nedavno opera.
U čast jednih od pionira filma na Balkanu braće Manaki, svakog rujna održava se filmski i foto festival  Braća Manaki.

## Školstvo i kultura
Sveučilište Sv. Kliment Ohridski iz Bitolja (mak.: Универзитет Св. Климент Охридски, Битола) osnovano je 1979. godine u skladu s tadašnjim nastojanjima o disperziji visokog školstva po manjim sredinama.
Bitoljsko sveučilište ima odjele i institute u gradovima; Bitolj, Ohrid, i Prilep, sjedište sveučilišta je u gradu Bitolju.
- Tehnički fakultet - Bitolj
- Ekonomski fakultet - Prilep
- Fakultet turizma - Ohrid
- Učiteljski fakultet - Bitolj
- Fakultet biotehnoloških znanosti - Bitolj
- Fakultet upravljanja i menedžmenta i informacijskih sustava - Bitolj
- Veterinarski fakultet - Bitolj
- Medical college - Bitolj
- Duhanski institut - Prilep
- Hidro-biološki institut - Ohrid
- Slavenski kulturni institut - Prilep

## Zbratimljeni gradovi
- Puškin, Rusija[7]
- Épinal, Francuska
- Rijeka, Hrvatska
- Bursa, Turska
- Kranj, Slovenija
- Rockdale, New South Wales, Australija
- Kremenčuk, Ukrajina
- Pleven, Bugarska
- Zemun, Srbija
- Kaiserslautern, Njemačka
- Prizren, Kosovo
- Korçë, Albanija

## Vanjske poveznice
- Službene stranice općine Bitolj
- Turističke informacije iz Bitolja, zajedno sa susjednom Florinom iz Grčke  Arhivirana inačica izvorne stranice od 26. kolovoza 2019. (Wayback Machine)
- Bitola - Galerija slika iz Bitolja  Arhivirana inačica izvorne stranice od 13. ožujka 2008. (Wayback Machine)